# Tomáš Stritzko
Tomáš Stritzko, FSSPX (* 6. března 1970) je český katolický duchovní a člen Kněžského bratrstva sv. Pia X., na území republiky působí od roku 1999, v současnosti působí jako první děkan děkanátu FSSPX v Brně (od 2018).

## Životopis
Vysvěcen na kněze byl 26. června 1999 v semináři FSSPX v Zaitzkofenu biskupem J. E. Alfonso de Galarreta. Stal se tak prvním knězem FSSPX českého původu. Primiční mši sv. sloužil 3. července 1999 v Praze na dvoře Chodovské tvrze ze 17. století poté, co byla zamítnuta žádost o umožnění sloužení této mše v některém z pražských kostelů. Začal střídavě působit v Rakousku a České republice.
Počátkem roku 2011 mu byla superiorem rakouského distriktu FSSPX P. Helmutem Truttem svěřena zodpovědnost za veškerý apoštolát FSSPX na českém území a po vzniku samostatného českého priorátu k 15. srpnu 2011 se stal jeho prvním administrátorem – priorem. K 31. květnu 2018 byl priorát povýšen na děkanát a on se stal jeho prvním děkanem.
V současnosti celebruje mše svaté pro věřící v Brně, Českých Budějovicích, Uherském Brodě,  Velkém Meziříčí a Zlatých Horách.

## Postoje a aktivity
Je zarputilým odpůrcem domácího vzdělávání a prezentuje to jako tradiční postoj Katolické církve i v oficiálních dokumentech bratrstva.
V roce 2014 po dlouhodobých neshodách přinutil k přerušení činnosti s bratrstvem spjatý Institut sv. Josefa vedený Michalem Semínem.